# NGC 6848
NGC 6848 é uma galáxia espiral (Sa) localizada na direcção da constelação de Telescopium. Possui uma declinação de -56° 05' 25" e uma ascensão recta de 20 horas, 02 minutos e 46,9 segundos.
A galáxia NGC 6848 foi descoberta em 9 de Julho de 1834 por John Herschel.